# Dân chủ điện tử
Dân chủ điện tử (một sự kết hợp giữa hai từ điện tử và dân chủ), còn có tên là dân chủ kỹ thuật số hay dân chủ Internet, là cách sử dụng công nghệ thông tin và truyền thông (ICT) trong các quá trình chính trị và cai trị (governance). Dân chủ điện tử bao gồm thông tin thế kỷ 21 và các công nghệ truyền thông để phát huy nền dân chủ; các chẳng hạn như công nghệ dân sự và chính phủ điện tử. Nó là một chính phủ trong đó các công dân trưởng thành được coi là hợp lệ để bầu cử tương ứng với việc đề xuất, phát triển và tạo ra các điều luật.
Dân chủ điện tử bao gồm các điều kiện xã hội, kinh tế và văn hóa cho phép thực thi tự do chính trị bình đẳng và tự do. Theo Sharique Hassan Manazir, sự bao hàm của kỹ thuật số là một sự kế thừa cần thiết của một nền dân chủ điện tử.